# Anton Kovalyov
Anton Kovalyov (Charkiv, 4 marzo 1992) è uno scacchista canadese di origine ucraina.
Si trasferì con la famiglia in Argentina all'età di 9 anni ed entrò nella classifica FIDE a 12 anni, con un Elo di 2236 punti. In soli tre anni superò la soglia dei 2500 punti Elo, ottenendo il titolo di Maestro Internazionale. Nel 2008 ottenne all'età di 16 anni il titolo di Grande maestro.
Nel 2010 si è trasferito in Canada, paese per cui difende i colori nelle competizioni a squadre .
Ha raggiunto il più alto rating FIDE nel febbraio 2014, con 2644 punti Elo .
Tra i principali risultati:
- 2006 : vince il torneo di Buenos Aires
- 2008 : si classifica 1º-3º nel campionato argentino con Diego Flores e Ruben Félgaer (Félgaer vinse gli spareggi rapidi)
- 2009 : vince il torneo di Figueira da Foz in Portogallo
- 2010 : in giugno vince a Montréal il campionato del Québec;
 in settembre è pari primo con Fernando Peralta (2º per lo spareggio tecnico) al torneo di Sabadell in Spagna.
- 2016 : in settembre vince la Medaglia d'argento individuale alle Olimpiadi scacchistiche con la squadra del Canada; ha giocato in seconda scacchiera e ottenuto 8 punti .